# Полк (Охајо)
Полк (енгл. Polk) град је у америчкој савезној држави Охајо.

## Демографија
По попису из 2010. године број становника је 336, што је 21 (-5,9%) становника мање него 2000. године.
| Група             | 2000.       | 2010.       |
| Белци             | 352 (98,6%) | 322 (95,8%) |
| Афроамериканци    | 0 (0,0%)    | 1 (0,3%)    |
| Азијати           | 0 (0,0%)    | 0 (0,0%)    |
| Хиспаноамериканци | 0 (0,0%)    | 8 (2,4%)    |
| Укупно            | 357         | 336         |